# وسترفلد
وسترفلد (به هلندی: Westerveld) یک شهرستان در هلند است که در درنته واقع شده‌است. وسترفلد ۸ متر بالاتر از سطح دریا واقع شده‌است.